# Bolitoglossa jacksoni
Bolitoglossa jacksoni — вид хвостатих земноводних родини безлегеневих саламандр (Plethodontidae).

## Поширення
Ендемік Гватемали. Вважався вимерлим видом. Не траплявся з 1975 року, поки не був вивлений у 2017 році в горах Сьєрра-ле-лос-Кучуматанес.

## Опис
Тіло завдовжки до 8,2 см, включаючи хвіст 4,3 см.